# Amour à Manhattan
Amour à Manhattan (Una maid en Manhattan) est une telenovela américaine diffusée entre le 29 novembre 2011 et le 23 juillet 2012 sur Telemundo.
Elle est diffusée sur le réseau Outre-Mer 1re puis en France sur France Ô et Novelas TV entre le 24 mars 2015 et rediffusée entre le 13 mars 2017 et le 29 octobre 2017 sous le titre de Amour à Manhattan.

## Synopsis
Inspirée du film Coup de foudre à Manhattan, avec Jennifer Lopez et Ralph Fiennes, la telenovela Amour à Manhattan met en scène un destin inattendu et une histoire d’amour magnifique au cœur de New York.
Après avoir élevé, seule, son fils Lalo dans une petite ville du Mexique, Marisa Lujan rêve d’un nouveau départ à New York. C’est avec quelques valises, de petites économies et son enfant sous le bras qu’elle débarque dans la « Grosse Pomme », laissant derrière elle les délinquants mexicains. Les débuts s’avèrent difficiles mais grâce à une très bonne amie, elle trouve ses marques et cherche du travail sans relâche. Enfin, la chance lui sourit. Elle est engagée dans un prestigieux hôtel de Manhattan comme femme de chambre.
Là, à la suite d’un quiproquo, Marisa rencontre Cristobal Parker, un homme d’affaires riche et renommé qui la prend pour une élégante cliente de l’hôtel. Malgré leurs origines sociales différentes, ils tombent amoureux, mais doivent affronter de nombreux obstacles : peur, pression médiatique, et une autre femme, Sara Montero, qui se montre prête à tout pour faire céder Cristobal à ses charmes.
Quant à Victor Mendoza, le père de Lalo, il est bien décidé à faire entendre ses droits…

## Distribution

### Acteurs principaux
- Litzy : Marisa Luján Villa (principale gentille[style à revoir])
- Eugenio Siller : Cristóbal Parker Salas (principal amoureux)
- Vanessa Villela : Sara Montero (antagoniste principal)
- Paulo César Quevedo : Víctor Mendoza (principal rival)
- Tina Romero : Carmen Moreno
- Jorge Eduardo García : Eduardo Mendoza Luján "Lalo"
- Marisela González : Calixta Mélendez
- Shalim Ortiz : Frank Varela
- Ismael La Rosa : Tadeo Falcón "Tito"
- Liz Gallardo : Leticia Robles "Leti"
- Juan Pablo Llano : Bruno Rivera (méchant)
- Karen Sentíes : Amelia Salas de Parker
- Fred Valle : Tyron Parker "Ty"
- Jorge Hernández[Lequel ?] : Estanislao "Stanislas" Jaroselzky « Le polonais » (méchant)
- Ana Sobero : Marcela Villa Vda. de Luján
- Maité Embil : Belinda Delgado
- Sandra Eichel : Alicia
- Salim Rubiales : Tarek Savat (méchant)
- Karina Mora : Yasmine Mendoza "Yaya" (méchante)
- Xavier Coronel : Javier Serran
- Jeimy Osorio : Tania Taylor
- Rodrigo Mejía : Gregorio "Goyo"
- Aneudy Lara : Jerome Taylor
- Carlos Athié : Lucas González
- Henry Zakka : Amador Colina
- Patricio Doren : Hugo Reyes (méchant)
- Wanda D'Isidoro : Catalina Lucero (méchante)
- Mónica Pasqualotto : Mireya Sánz
- Paloma Nieves : Alejandra Varela

### Acteurs secondaires
- Adela Romero : Gloria Mendoza
- Herry Ferrigny : Manuel Mendoza
- Osvaldo Strongoli : Teófilo (Théo)
- Khotan Fernández : Miguel "Miguelito" Morales †
- Armando Acevedo : Security Guard Crespo[Traduire passage]
- Cristian Adrian : ami de Jerome
- Gui Agustini : [Traduire passage]
- Héctor Alejandro : Dr Marco
- Alfonso Amaro : Policier
- Vanessa Apolito : Chachita †
- Alvaro Ardila : El calvo
- Raúl Arrieta : Anselmo
- Felix Atucha : Vicente
- Alberto Barros Jr. : Taxista[Traduire passage]
- Amylkar Barros : Leo
- Jon Beeda : Thug ni
- Erik Bello : Lawyer
- Hilary Benjumea : Enfermera[Traduire passage]
- Liannet Borrego : Silvia
- Carlos Bowber
- Pilar Bru : Betina Meléndez
- Luis Cabrera[Lequel ?] : Employé hôtel
- Iván Calderón[Lequel ?]
- Orlando Casín
- Marina Catalán
- Beatriz César
- José Manuel Sestarí
- Miguel Colon : Martín Melendez
- Héctor Contreras : Tommy Durán
- Víctor Corona : Esteban
- Hegar Coronado
- Anthony Correa
- Norberto Correa
- Carlos Cuervo : Joaquín
- Danny Debs
- Óscar Díaz
- William Duarte
- Juliana Duque : mue[Quoi ?]
- Raúl Durán
- Andrés Miguel Escobar
- Fernando Fermór : Tomás Estrada
- Marko Figueroa
- Nury Flores
- Carlos Fontané
- Jorge Luis García : Don Pepe
- Carlos Mata : Oscar Saldarriga
- Diana López : Flor Elena
- Lina Maya
- Catalina Mesa : Pilar
- Julio Ofarril
- Stella Maris Ortíz : La Gata
- Roberto Puerta : Steller
- Fernando Pacanis : Lic. Ferrara
- Claudia Reyna : Raquel Figueroa
- Marcy Roban : América[Quoi ?]
- Omar Robau : journaliste
- Sofía Sanabria : Vicky
- Samir Succar
- Manuel Uriza : Raúl
- Joseph Veles
- Gladys Yañez : Estela Alvarado
- Luis Zamora
- Mari Zapata : Sacha
- Édgar Vivar : Romero Girot
- Gustavo Rojo : Agustín Girot
- María Clara Zurita : Perfecta de Girot
- Josué Velazquez
- Paula Vela
- Gilbert Peralta Velez
- Ana Belén
- Segundo Carrera
- Benjamín Rivero : Yutako

## Diffusion internationale
| Pays                   | Chaîne                    | Titre                                     | Prémière diffusion |
| ---------------------- | ------------------------- | ----------------------------------------- | ------------------ |
| États-Unis             | Telemundo                 | Una maid en Manhattan                     | 29 novembre 2011   |
| Honduras               | HTV-Honduras Televisión   | Una maid en Manhattan                     |                    |
| Porto Rico             | Telemundo Porto Rico      | Una maid en Manhattan                     | 24 janvier 2012    |
| Chili                  | Chilevisión               | Una maid en Manhattan                     |                    |
| Mexique                | Mexique                   | Una maid en Manhattan                     |                    |
| Pologne                | TV Puls                   | Pokojówka na Manhattanie                  |                    |
| Hongrie                | TV2                       | Csoda Manhattanben                        |                    |
| Panama                 | TVN                       | Una maid en Manhattan                     |                    |
| Costa Rica             | Teletica                  | Una maid en Manhattan                     |                    |
| Lettonie               | LNT                       | Istabene Manhetenā                        |                    |
| Lituanie               | LNK                       | Meiles miestas                            |                    |
| Uruguay                |                           | Una maid en Manhattan                     |                    |
| Pérou                  | ATV                       | Una maid en Manhattan                     |                    |
| Paraguay               | SNT                       | Una maid en Manhattan                     |                    |
| Venezuela              | Televen                   | Amor sin barreras                         |                    |
| Nicaragua              | Televicentro de Nicaragua | Una maid en Manhattan                     |                    |
| République dominicaine | Telesistema 11            | Una maid en Manhattan                     |                    |
| Géorgie                | Imedi TV                  | იღბლიანი მოახლე                           |                    |
| Albanie                | Top Channel               | Dashuri ne Manhatan                       |                    |
| Israël                 | Viva                      | Una Maid en Manhattan - יפה במנהטן        |                    |
| Serbie                 | Pink 2                    | Sobarica i senator                        | 5 novembre 2012    |
| Monténégro             | Pink M                    | Sobarica i senator / Sobarica sa Menhetna |                    |
| Salvador               | TCS Canal 4               | Una maid en Manhattan                     |                    |
| Kenya                  | NTV Kenya                 | Maid in Manhattan                         |                    |
| Bulgarie               | Diema Family              |                                           |                    |
| France                 | Réseau Outre-Mer 1ère     | Amour à Manhattan                         | 30 mars 2015       |
| France                 | France Ô                  | Amour à Manhattan                         | 5 octobre 2015     |
| France                 | Novelas TV                | Amour à Manhattan                         | 24 mai 2015        |
| Maroc                  | 2M Maroc                  | Amour à Manhattan                         | 16 novembre 2015   |

## Autres versions
- Coup de foudre à Manhattan (Maid in Manhattan) est un film américain de 2002 avec Jennifer Lopez et Ralph Fiennes, distribué par Columbia Pictures.

### Sources
- (es) Cet article est partiellement ou en totalité issu de l’article de Wikipédia en espagnol intitulé « Una maid en Manhattan » (voir la liste des auteurs).